# Makuru Football Club
Il Makuru Football Club è un club calcistico salomonese di Honiara.
Partecipa all'Honiara FA League.
Nel 2008 il club si rifiutò di giocare il campionato per motivi religiosi: infatti non voleva giocare il sabato.

## Palmarès

### Competizioni nazionali
- Honiara FA League: 2

2004, 2006

### Altri piazzamenti
- National Club Championship:

Secondo posto: 2007-2008

## Bilancio in OFC Champions League
- 2004/2005: Fase a gironi